# 眠介
眠介(ねむすけ)は、日本のイラストレーター。

## 概要
主にライトノベルとソーシャルゲーム、TCGイラストを手掛けるイラストレーター。
基本的に男性向け作品のイラストを数多く担当されているが、ライトノベルでは女性向け作品も手掛けることも多い。

## 画風
繊細なイラストを得意としている。

## 作品リスト

### ライトノベルイラスト
- 元、落ちこぼれ公爵令嬢です。[2] 1-4巻（著：一分咲/マッグガーデン・ノベルズ）
- 私の主人は大きな犬系騎士様[3] 1-2巻（著：結生まひろ/PASH!ブックス）
- 【修復】スキルが万能チート化したので、武器屋でも開こうかと思います[4] 1-5巻 （著：星川銀河/カドカワBOOKS）
- 三食昼寝付き生活を約束してください、公爵様[5] 1-4巻（著：チカフジ ユキ/ツギクルブックス）
- 禁忌解呪の最強装備使い（著：青空あかな/サーガフォレスト）
- 富豪令嬢（著：マチバリ/KADOKAWA）
- ルーン魔術だけが取り柄の不憫令嬢、天才王子に溺愛される（著：日之影ソラ/HJノベルス）
- 聖女と皇王の誓約結婚 1-2巻（著：石田 リンネ/ビーズログ文庫）
- 逆行悪役令嬢はただ今求婚中（著：花嵐/Mノベルスf）
- 辺境伯様は聖女の妹ではなく薬師の私をご所望です（著：なか/アルファポリス）
- わたくしのことが大嫌いな義弟が護衛騎士になりました 1-2巻（著：夕日/角川ビーンズ文庫）
- 過保護な兄たち(時々魔王)は末っ子幼女を甘やかしたくて仕方ない！（著：晴日 青/ベリーズファンタジー）
- 夢見の公爵令嬢は婚約破棄をご所望です（著：美原 風香/Jノベルライト文庫）
- モフぴよ精霊と領地でのんびり暮らすので、嫌われ公爵令嬢は冷徹王太子と婚約破棄したい（著：吉澤 紗矢/ベリーズ文庫）
- 見切りから始める我流剣術 1-2巻（著：氷純/MFブックス）
- おとぎ話も楽じゃない! 〜転生して今は魔女だけど、悪役ではありません〜 1-2巻(+分冊版)（著：玉響 なつめ/アリアンローズ）
- SSSランクダンジョンでナイフ一本手渡され追放された白魔導師（著：カミトイチ/電撃の新文芸）
- 転生特典【経験値1000倍】を得た村人、無双するたびにレベルアップ！ ますます無双してしまう 1-2巻（著：六志麻 あさ/MFブックス）
- カット＆ペーストでこの世界を生きていく 7巻のみ（著：咲夜/著：天野ハザマ/ツギクルブックス）
- 断罪された悪役令嬢ですが、パンを焼いたら聖女にジョブチェンジしました!?（著：烏丸紫明/カドカワBOOKS）
- 社交界の毒婦とよばれる私 〜素敵な辺境伯令息に腕を折られたので、責任とってもらいます〜（著：来須みかん/ツギクルブックス）
- 聖女さまは取り替え子（著：灯乃/TOブックス）
- 惑う星の解決法 青き星には、帰らない（著：守野伊音/モーニングスターブックス）
- 『自称・悪役令嬢』に殺されたラスボスのやり直し 〜ぼっちな冷徹公女は、第二の人生でリア充を目指します〜（著：鷹目堂/DREノベルス）

### MVイラスト
- アウトサイダー／天音かなた(Cover)（2021年1月）